# 古尔东 (滨海阿尔卑斯省)
古尔东（法語：Gourdon，法語發音：[ɡuʁdɔ̃] ⓘ）是法国滨海阿尔卑斯省的一个市镇，位于该省南部偏西，属于格拉斯区。

## 地理
古尔东（43°43'13"N, 6°58'42"E）面积22.53 平方千米，位于法国普罗旺斯-阿尔卑斯-蓝色海岸大区滨海阿尔卑斯省，该省份为法国东南部沿海省份，南濒地中海，西南至瓦尔省，西北接上普罗旺斯阿尔卑斯省，北部和东部与意大利接壤。
与古尔东接壤的市镇（或旧市镇、城区）包括：卢河畔勒巴尔、科索勒、锡皮耶尔、库尔姆、卢河畔图雷特。

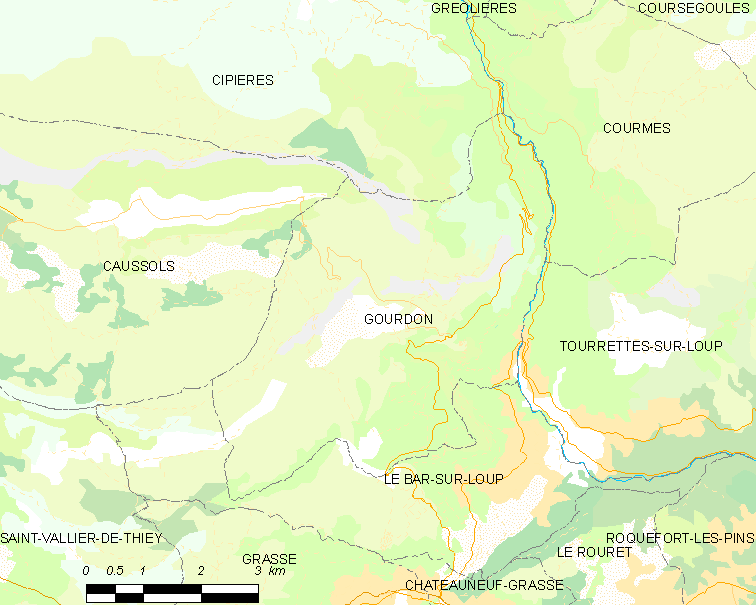
的OSM定位图

古尔东的时区为UTC+01:00、UTC+02:00（夏令时）。

## 行政
古尔东的邮政编码为06620，INSEE市镇编码为06068。

## 政治
古尔东所属的省级选区为瓦尔博讷县。

## 人口

1962-2008年间人口变化图示

古尔东于2022年1月1日时的人口数量为365人。